# PhpStorm
PhpStorm ist eine integrierte Entwicklungsumgebung (IDE) der Firma JetBrains für die Skriptsprache PHP sowie andere Webtechnologien wie HTML5, CSS oder JavaScript. Zu den Features gehören Refactoring, intelligentes Code- und Syntax-Highlighting, PHPUnit-Unterstützung, Tools zur Versionskontrolle sowie vielfältige Möglichkeiten zum automatischen Erstellen von Code. PhpStorm basiert auf der IntelliJ IDEA der Firma JetBrains, stellt jedoch die auf PHP spezialisierte Version dar. Es bietet außerdem alle Funktionen der IDE WebStorm, die ebenfalls von JetBrains stammt.
Der Funktionsumfang kann mittels Plug-ins erweitert werden, die teils von JetBrains, teils von der Community entwickelt werden.
Zu den Funktionen gehören unter anderem ein schnelles Startverhalten, eine schnelle Autovervollständigung, intelligentes Syntaxhighlighting, VCS-Integration, automatisches Deployment sowie Code-Optimierungsfunktionen.

## Neuerungen
Version 2021.1 Diese Version bringt einen integrierten PHP-Interpreter sowie einen integrierten Browser mit sich, die es ermöglichen PHP-Scripts und HTML-Dateien direkt in der IDE anzusehen, ohne dass ein zusätzlicher Browser benötigt wird.
Version 2020.3
Diese Version unterstützt alle neuen Features von PHP 8.
Version 2019.01
In dieser Version gibt es Verbesserungen im Bereich des Debuggings für Twig / Blade Dateien, neue Erkennungsmechanismen für unverwendeten Programmcode, eine verbesserte Autovervollständigung und die neuen Themes, die in vielen IDEs der IntellIJ-Familie mit der Version 2019.01 eingeführt wurden.

## Weitere PHP-IDEs
- Eclipse (inkl. PHP Development Tools)
- Zend Studio
- NetBeans IDE